# Saint-Pierre-la-Bourlhonne
 Saint-Pierre-la-Bourlhonne  es una población y comuna francesa, situada en la región de Auvernia, departamento de Puy-de-Dôme, en el distrito de Ambert y cantón de Olliergues.

## Demografía
| 287 | 262 | 212 | 191 | 183 | 159 |
| Para los censos de 1962 a 1999 la población legal corresponde a la población sin duplicidades (Fuente: INSEE [Consultar]) |     |     |     |     |     |